# Chiropsalmus maculatus
Chiropsalmus maculatus är en nässeldjursart som beskrevs av Cornelius, Fenner och Hore 2005. Chiropsalmus maculatus ingår i släktet Chiropsalmus och familjen Chiropsalmidae. Inga underarter finns listade i Catalogue of Life.